# 岩田孝八
岩田 孝八（いわた こうはち、1922年（大正11年）6月16日 - 2012年（平成24年）7月3日）は、日本の実業家である。長崎屋の創業者として知られた。

## 経歴・人物
神奈川県に生まれる。藤沢商業学校（現在の藤沢翔陵高等学校）卒業後、実家の衣料品の経営にあたった。これによって、後に実業家としての道を開き1948年（昭和23年）に平塚市で長崎屋布団店として開業する。1952年（昭和27年）に長崎屋として株式会社化され、多くの衣料品の販売や衣料品以外の販売にも携わり、1961年（昭和36年）には代表取締役社長に就任した。
その後は全国に進出し、チェーンストアの展開や1967年（昭和42年）には東京証券取引所第一部（現在の東証プライム）に上場する等、日本の小売店のトップに貢献した。その後は社長を辞任し、1988年（昭和63年）から1992年（平成4年）まで長崎屋の会長に就任した。